# Katori Shintō-ryū
Tenshin Shōden Katori Shintō-ryū (天真正伝香取神道流 (Thiên Chân Chính Truyền Hương Thủ Thần Đạo lưu)) là một trong ba môn kiếm thuật (kenjutsu) cổ nhất Nhật Bản (binh pháp tam đại nguyên lưu), một trong ba tông phái khởi thủy của võ thuật Nhật Bản, còn tồn tại đến ngày nay và là một hình mẫu của koryu bujutsu. Kiếm thuật Tenshin Shōden Katori Shintō-ryū được thành lập bởi tổ sư Iizasa Ienao. Ông sinh năm 1387 tại ngôi làng Iizasa (nay là Takomachi, Chiba Prefecture) gần khu vực ngôi đền nổi tiếng đền Katori (thành phố Sawara, (Tỉnh Chiba). Tên gọi ryu được đặt tên cùng lúc với năm mà môn kiếm thuật ra đời, nhưng một số học giả thì cho rằng năm 1480 mới đúng là năm mà chữ ryu được gắn liền với môn phái kiếm thuật này.

## Sự ra đời của một huyền thoại
Iizasa Chō-isai Ienao (飯篠 長威斎 家直 Phạn Tiểu Tràng Uy Trai Gia Trực, Iizasa Chōi-sai Ienao) (1387 – 1488) là một kiếm sỹ rất được tôn trọng bởi chính lãnh chúa của mình. Chính vị lãnh chúa này đã khuyến khích ông từ giã cuộc sống gia đình mà bắt đầu đào sâu nghiên cứu kiếm pháp một mình.
Được sinh ra ở làng Iizasa thuộc vùng Shimosa nhưng ngay từ khi còn trẻ, ông đã đến sinh sống tại khu vực phụ cận của ngôi đền Katori Shrine, một tu viện thuộc thần đạo Shinto nằm ở phía Đông Bắc của Tokyo, nay là Chiba Prefecture. Đền Katori có một danh tiếng đáng kể về võ thuật, ngay cả tên của vị thần được thờ tại đền cũng có chứa chữ "futsu" – được xem là âm thanh được tạo ra khi một thanh kiếm chém trong không khí.
Sau khi thấm nhuần các kỹ năng và tinh thần của kiếm thuật, ông đến Kyoto và dành hết thời gian tuổi trẻ của mình để làm việc dưới trướng của vị tướng quân (Shogun) thứ 8 của triều đại Muromachi - Ashikaga Yoshimasa (1436 – 1490) – một tín đồ của võ thuật. Izasa sau đó cũng được biết đến như là Yamashiro no kami (quận chúa của vùng Yamashiro). Một khoảng thời gian sau Izasa trở thành một tu sĩ Phật giáo và được biết đến với cái tên Chōi-sai (Tràng Uy Trai), "sai" là một chữ mà nhiều kiếm sỹ nổi tiếng thời bấy giờ dùng cho biệt hiệu của mình.
Khi Chōi-sai trở về nhà, ông tham gia cầu nguyện các vị thần ở cả hai ngôi đền Katori và Kashima. Kashima cũng là một ngôi đền có truyền thống về tập luyện môn võ kiếm gọi là "hitotsu no tachi" gần tỉnh Tochigi. Ở tuổi 60, Chōi-sai đã đến đền Katori chuyên tu tập luyện võ thuật trong suốt 1000 ngày cho đến khi vị thần (kami) của ngôi đền là Futsunushi no Mikoto (Kinh Tân Chủ Chi Mệnh) (経津主之命), hiện lên trong một giấc mơ và trao cho ông quyển binh pháp. Từ giấc mơ đó, Chōi-sai gọi môn kiếm thuật của mình là Tenshin Shōden Katori Shintō-ryū: "Môn võ kiếm được trao tặng từ vị thần của đền Katori" - Thiên Chân Chính Truyền Hương Thủ Thần Đạo Phái.
Ienao mất năm 1488, thọ 102 tuổi nhưng môn võ kiếm Tenshin Shōden Katori Shintō-ryū của ông vẫn luôn được lưu truyền cùng với sự linh thiêng của 2 ngôi đền Katori và Kashima thông qua các thế hệ tiếp nối của gia đình ông.

## Huyền thoại tiếp diễn
Tenshin Shōden Katori Shintō-ryū là nguồn gốc của nhiều môn võ thuật Nhật Bản khác. Nhiều kiếm sỹ nổi tiếng (bao gồm cả Tsukahara Bokuden và Matsumoto Bizen no kami Masanobu) theo học từ chính Chōi-sai hoặc những học trò cấp cao của ông cũng đã tự thành lập những trường phái của riêng mình với tên gọi luôn chứa chữ Shinto hoặc tên khác như Kashima Shintō-ryū (Bokuden-ryū), Kashima-ryū, Kashima shin-ryū (thành lập bởi Matsumoto), Arima-ryū, Ichiu-ryū, Shigen-ryū và tên khác.
Vào năm 1960, Katori Shinto Ryu là môn võ đầu tiên được công nhận là "Di sản văn hóa phi vật thể". Điều này cho phép cụm từ ryū được bảo tồn một cách độc lập và toàn vẹn theo thời gian.
Tenshin Shōden Katori Shintō-ryū được phổ biến một cách rộng rãi ra các nước phương Tây thông qua các bài viết nghiên cứu của cố huyền thoại võ sư Donn F. Draeger (1922–1982). Riêng tại các nước châu Á ngoài Nhật Bản, Việt Nam là quốc gia đầu tiên được giới thiệu một cách chính thức môn võ này vào năm 2012 bởi đại diện chính thức (shidosha) là võ sư Malte Stokhof.
Hiện nay, trưởng môn đời thứ 22 là Yasusada Iizasa (飯篠 修理亮 快貞 Iizasa Shūri-no-suke Yasusada). Vì lý do sức khỏe ông không thể dạy môn võ của gia đình mà chỉ định đại sư Risuke Otake làm trưởng môn. Đại sư Otake mở một võ đường tại Narita, Chiba Prefecture.

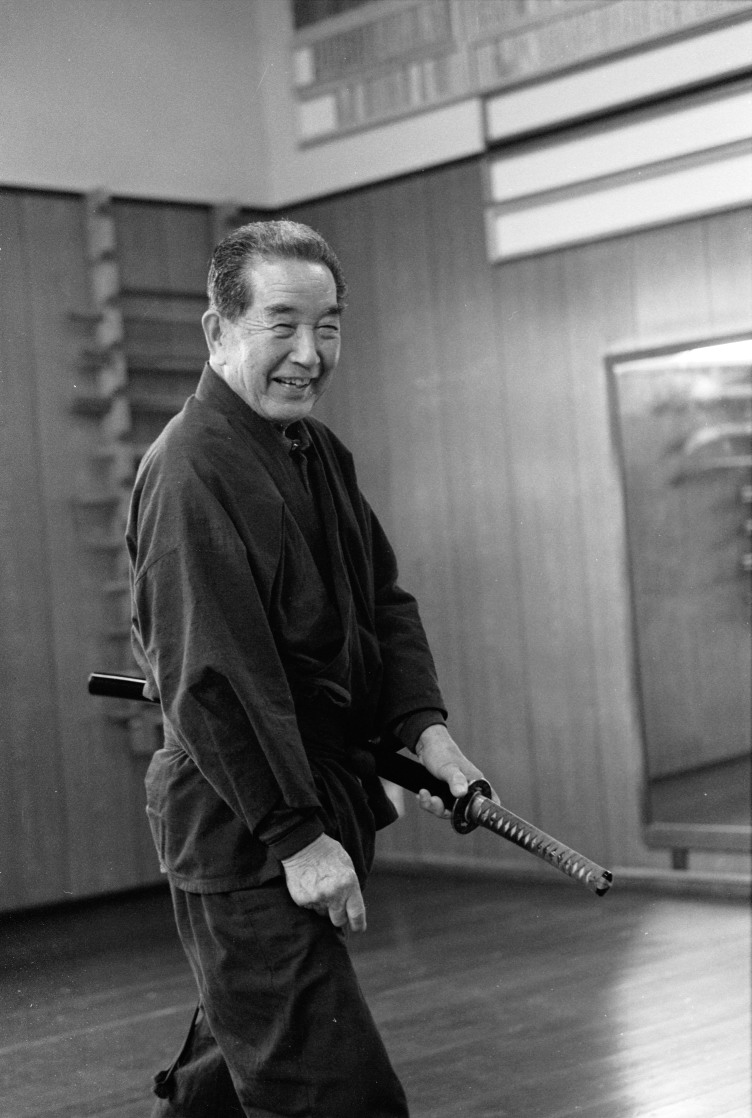
Đại sư Risuke Otake tại võ đường của ông.

Iizasa tạo ra một phương pháp tập luyện độc nhất nhằm chắc chắn rằng các chiến binh khi tập luyện Katori Shinto Ryu sẽ tránh được các chấn thương không cần thiết mà vẫn đảm bảo tính toàn vẹn của các kỹ thuật (riai) cũng như các tình huống chiến đấu thực tế. Sự tương tác giữa các loại vũ khí trong các bài song luyện (kata) cũng mô phỏng theo nguyên lý trên. Tuy nhiên, những gì mà người ngoài nhìn vào các kỹ thuật của Katori chỉ là những lần đánh chặn đòn tấn công của đối phương.Trong khi thực tế, mỗi lần thi triển kỹ thuật, đối phương đã bị cắt hoặc đâm nhiều lần nhưng người tập vẫn được an toàn trong những tình huống như vậy.
Có thể nói, trong khi kiếm được xem là vũ khí trọng tâm và quan trọng nhất của bất kỳ chiến binh Nhật Bản nào thì Iizasa lại thiết kế hệ thống môn võ kiếm của mình bao gồm nhiều loại binh khí khác nhau. Ông cho các môn sinh của mình học tập nhiều loại binh khí khác nhau nhằm mục tiêu giúp họ làm quen với mọi tình hướng và không bị bất ngờ trên chiến trường nếu chẳng may phải chiến đấu bằng một vũ khí khác ngoài kiếm.
Các kỹ thuật sử dụng vũ khí của Tenshin Shōden Katori Shintō-ryū hầu như không được thay đổi trong suốt 600 năm. Ở một số khía cạnh như cách cầm vũ khí, tư thế hay cách di chuyển đều mang ý nghĩa giúp cho người chiến binh có thể chiến đấu tốt trên mọi nền đất với bộ áo giáp (yoroi) nặng 35 kg. Các kỹ thuật đặc biệt được thiết kế trong Katori Shinto Ryu đều chú ý đến việc tấn công những điểm yếu trong bộ giáp truyền thống của Nhật Bản bao gồm các phần như bên dưới cổ tay, bên trong và phía sau đùi, phần hông, khu vực ở giữa nón (kabuto) và giáp ngực (do).
Iizasa đã thành công trong việc xây dựng hệ thống kiếm thuật căn bản "omote" và giải quyết được vấn đề lớn nhất của các kiếm sỹ với nón đội trên đầu là họ không thể thực hiện một cú chém từ trên do bị nón cản trở bằng kỹ thuật "makiuchi-jodan".
Các võ sư đang giảng dạy Tenshin Shōden Katori Shintō-ryū trên toàn thế giới:
| Shidosha (đại diện chính thức) | Quốc gia             |
| ------------------------------ | -------------------- |
| Phil Relnick                   | Hoa Kỳ               |
| Mike Jay                       | vương quốc Anh       |
| Luisa Raini                    | Italia               |
| Hugo Chauveau                  | Bỉ                   |
| Erik Louw                      | Hà Lan và Thổ Nhĩ Kỳ |
| Remco Kant                     | Hà Lan               |
| Jeffrey Balmer                 | Bắc Ireland          |
| Jacobo Rodriguez               | Tây Ban Nha          |
| Francisco Comeron              | Tây Ban Nha          |
| Kai Koskinen                   | Phần Lan             |
| Jorge Kishikawa                | Brazil               |
| Jean Paul Blond                | Pháp                 |
| Christian Oddoux               | Pháp                 |
| Charles Louw                   | Nam Phi              |
| Stanislav Loukianov            | Nga                  |
| Anshin Anatoliy                | Hàn Quốc             |
| Malte Stokhof                  | Việt Nam             |

- Tetsutaka Sugawara, một môn sinh cấp cao và được cấp bằng giảng dạy từ đại sư Risuke Otake năm 1986, giảng dạy tại Học viện võ thuật Sugawara (Tokyo, Japan).

## Ý kiến của thầy Risuke Otake về nhân cách của người tập kiếm
Đạo đức là một phẩm chất cốt yếu giúp chúng ta phân biệt được con người và con vật. Có vô số con đường dẫn chúng ta đến mục tiêu đạo đức, có thể là con đường tôn giáo như đạo Phật, đạo Shinto, đạo Nho, hay là những con đường nghệ thuật như thư pháp, cắm hoa...
Bất kỳ con đường nào cũng đưa con người trở lại với "tính bản thiện". Một bài thơ cổ của Nhật có nói: "Có nhiều lối mòn quanh chân núi. Lối nào cũng đưa ta đến đỉnh núi cao để ngắm được cảnh đẹp mặt trăng."
Trong số những con đường này có cả những con đường khổ luyện và một trong những con đường đó là Budo. Bản chất nguy hiểm của Budo đòi hỏi người luyện tập phải giữ vững tinh thần trong suốt quá trình huấn luyện. Những ai đã chọn con đường Budo cần phải tâm niệm rằng họ phải luyện tập với trái tim nhân hậu. Nếu không đó sẽ là một con đường hủy diệt, quan niệm này được gọi là Setsuninto hoặc là thanh kiếm sát nhân.

## Giáo trình giảng dạy

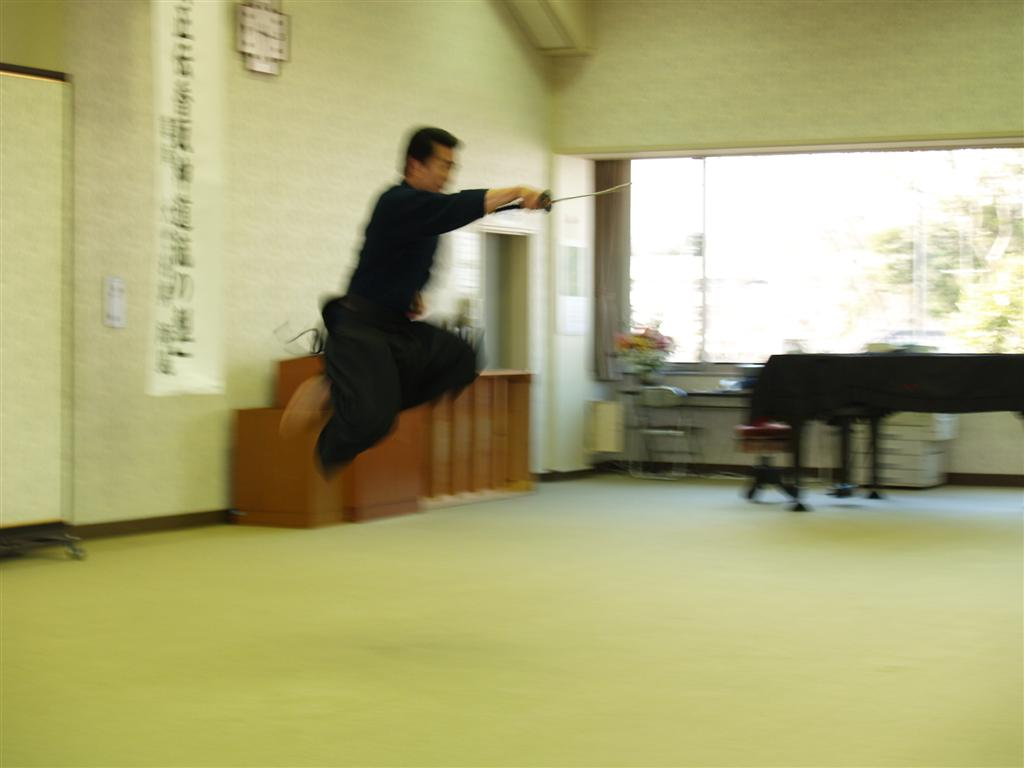
Thầy Kyoso Shigetoshi biểu diễn kỹ thuật Iaijutsu

Tenshin Shõden Katori Shintõ-ryũ là một hệ thống võ toàn diện, điều này có nghĩa là Tenshin Shõden Katori Shintõ-ryũ không chỉ tập trung vào một lĩnh vực cụ thể mà việc luyện tập được dựa trên một phạm vi rộng của võ thuật.
Điểm nhấn của trường võ chính là môn kiếm thuật, một số lượng lớn các loại vũ khí được đưa vào trong chương trình giảng dạy nhưng kiếm vẫn giữ vị trí trung tâm.
Những vũ khí chính bao gồm
| Kĩ thuật                                                               | Kĩ thuật                                                               | Nội dung |
| ---------------------------------------------------------------------- | ---------------------------------------------------------------------- | --- |
| Kiếm thuật (tachijutsu)                                                | Kĩ thuật đánh kiếm (kenjutsu - 剣術 - kiếm thuật)                      | 4 bài: kĩ thuật kiếm cơ bản (表之太刀 Omote no Tachi, Biểu chi thái đao)                                          |
| Kiếm thuật (tachijutsu)                                                | Kĩ thuật đánh kiếm (kenjutsu - 剣術 - kiếm thuật)                      | 5 bài: 5 điều dạy về kiếm (五教之太刀 Gogyō no Tachi, Ngũ giáo chi thái đao)                                      |
| Kiếm thuật (tachijutsu)                                                | Kĩ thuật đánh kiếm (kenjutsu - 剣術 - kiếm thuật)                      | 3 bài: 7 vấn đề thiết yếu của kiếm (極意七条之太刀 Gokui Shichijo no Tachi, Cực ý thất điều chi thái đao)         |
| Kiếm thuật (tachijutsu)                                                | Kĩ thuật rút kiếm (iaijutsu - 居合術 - cư hợp thuật)                   | 6 bài: rút kiếm cơ bản (表之居合 Omote-no Iai, Biểu chi cư hợp)                                                   |
| Kiếm thuật (tachijutsu)                                                | Kĩ thuật rút kiếm (iaijutsu - 居合術 - cư hợp thuật)                   | 5 bài: rút kiếm trong tư thế đứng (立合抜刀術 Tachiai Battōjutsu, Lập hợp bạt đao thuật)                          |
| Kiếm thuật (tachijutsu)                                                | Kĩ thuật rút kiếm (iaijutsu - 居合術 - cư hợp thuật)                   | 5 bài: những điều thiết yếu của rút kiếm (極意之居合 Gokui no Iai, Cực ý chi cư hợp)                              |
| Kiếm thuật (tachijutsu)                                                | Kĩ thuật song kiếm (両刀術 ryōtōjutsu - Lưỡng đao thuật)               | 4 bài: song kiếm (両刀 Ryōtō, Lưỡng đao)                                                                          |
| Kiếm thuật (tachijutsu)                                                | Kĩ thuật kiếm ngắn (kodachi - 小太刀 - tiểu thái đao)                  | 3 bài: sự thiết yếu của kiếm ngắn (極意之小太刀 Gokui no Kodachi, Cực ý chi tiểu thái đao)                        |
| Kĩ thuật đánh gậy (bōjutsu - 棒術 - bổng thuật)                        | Kĩ thuật đánh gậy (bōjutsu - 棒術 - bổng thuật)                        | 6 bài: kĩ thuật gậy cơ bản (表之棒 Omote no Bō, Biểu chi bổng)                                                    |
| Kĩ thuật đánh gậy (bōjutsu - 棒術 - bổng thuật)                        | Kĩ thuật đánh gậy (bōjutsu - 棒術 - bổng thuật)                        | 6 bài: 5 điều dạy trong kĩ thuật gậy (五教之棒 Gogyō no Bō, Ngũ giáo chi bổng)                                    |
| Kĩ thuật đại đao (naginatajutsu - 長刀術 - trường đao thuật)           | Kĩ thuật đại đao (naginatajutsu - 長刀術 - trường đao thuật)           | 4 bài: kĩ thuật đại đao cơ bản (表之長刀 Omote no Naginata, Biểu chi trường đao)                                  |
| Kĩ thuật đại đao (naginatajutsu - 長刀術 - trường đao thuật)           | Kĩ thuật đại đao (naginatajutsu - 長刀術 - trường đao thuật)           | 3 bài: 7 vấn đề thiết yếu của đại đao (極意七条之長刀 Gokui Shichijo no Naginata, Cực ý thất điều chi trường đao) |
| Kĩ thuật thương (sōjutsu - 槍術 - thương thuật)                        | Kĩ thuật thương (sōjutsu - 槍術 - thương thuật)                        | 6 bài: kĩ thuật thương cơ bản (表之槍 Omote no Yari, Biểu chi thương)                                             |
| Kĩ thuật thương (sōjutsu - 槍術 - thương thuật)                        | Kĩ thuật thương (sōjutsu - 槍術 - thương thuật)                        | 2 bài: kĩ thuật bí mật ( Hiden no Yari)                                                                           |
| Kĩ thuật phóng phi tiêu (shurikenjutsu - 手裏剣術 - thủ lý kiếm thuật) | Kĩ thuật phóng phi tiêu (shurikenjutsu - 手裏剣術 - thủ lý kiếm thuật) | 7 bài: kĩ thuật phi tiêu cơ bản (表之手裏剣 Omote no Shuriken, Biểu chi thủ lý kiếm)                              |
| Kĩ thuật phóng phi tiêu (shurikenjutsu - 手裏剣術 - thủ lý kiếm thuật) | Kĩ thuật phóng phi tiêu (shurikenjutsu - 手裏剣術 - thủ lý kiếm thuật) | 8 bài: 5 điều dạy trong kĩ thuật shuriken (五教之手裏剣 Gogyō no Shuriken, Ngũ giáo chi thủ lý kiếm)              |
| Kĩ thuật phóng phi tiêu (shurikenjutsu - 手裏剣術 - thủ lý kiếm thuật) | Kĩ thuật phóng phi tiêu (shurikenjutsu - 手裏剣術 - thủ lý kiếm thuật) | 9 bài: 7 vấn đề thiết yếu của Shuriken (極意之手裏剣 Gokui no Shuriken, Cực ý chi thủ lý kiếm)                    |
| Kỹ thuật tay không (Jujutsu - 柔術 - nhu thuật)                        | Kỹ thuật tay không (Jujutsu - 柔術 - nhu thuật)                        | 36 bài: những vấn đề thiết yếu trong thể thuật (極意之柔術 Gokui no Jūjutsu, Cực ý chi nhu thuật)                 |

Những kĩ thuật gogyo và gokui chỉ truyền dạy cho những môn sinh cấp cao, những người đã có nhiều năm luyện tập cơ bản.
Những kĩ thuật khác được truyền dạy trong trường gồm: 
- Ninjutsu (hoạt động gián điệp)
- Noroshi (lửa hiệu)
- Chikujojutsu (củng cố lâu đài và trận địa)
- Gunbaiho (chiến lược)
- Tenmon chiri (chiêm tinh thuật và trắc địa)
- Inyo kigaku (giải thích và tiên đoán bằng thuyết âm dương của Trung Quốc)

## Nhập môn
Trưởng môn Tenshin Shõden Katori Shintõ-ryũ sư phụ Risuke Otake vẫn áp dụng những quy tắc nghiêm ngặt trong việc hạn chế số lượng những người có mong muốn gia nhập. sau đây là những quy định được nêu trong võ đường Shinbukan Dōjō
1. Những người nhập môn sẽ bắt buộc phải thực hiện huyết thệ keppan và đóng phí nhập môn
2. Những người ngoại quốc có nguyện vọng gia nhập phải cư trú tại Nhật Bản
3. Khi rời Nhật Bản, không được phép dạy Katori shinto-ryu dưới bất kì hình thức nào
4. Những người luyện các môn võ khác không được phép gia nhập

Trong những năm gần đây, với việc các điều luật được thực hiện một cách thông thoáng hơn, võ đường chính ở Narita của trưởng môn Risuke Otake đã có sự tăng trưởng đáng kể về số lượng học viên thông qua những người tập đại diện cho một quốc gia (shidosha) đã được chỉ định và sẽ chuẩn bị được chọn tại một số quốc gia châu Âu, Nam Phi Nga và cả Việt Nam.
Sự gia tăng một cách nhanh chóng số lượng những người có tâm huyết đến từ ngoại quốc, đến và tập luyện tại võ đường chính trong vòng vài tuần đã không còn bị loại bỏ bởi điều 2 và 4 của những quy định trong lịch sử. Hai người con trai của thầy Otake – là thầy Nobutoshi Otake và thầy Kyoso Shigetoshi đã thực hiện nhiều chuyến đi thăm các võ đường hải ngoại và hỗ trợ họ trong quá trình hướng đến sự phát triển quốc tế của bộ môn Katori Shinto Ryu.
Những người chấp trưởng sau này của Katori Shinto Ryu đã cởi mở hơn so với những luật lệ khắt khe trong quá khứ và luôn sẵn sàng đem Katori ra thế giới trong một vài thập niên gần đây, và điều này đã giúp họ có môn sinh tại châu Âu, Canada, Mỹ, Việt Nam...

## Keppan

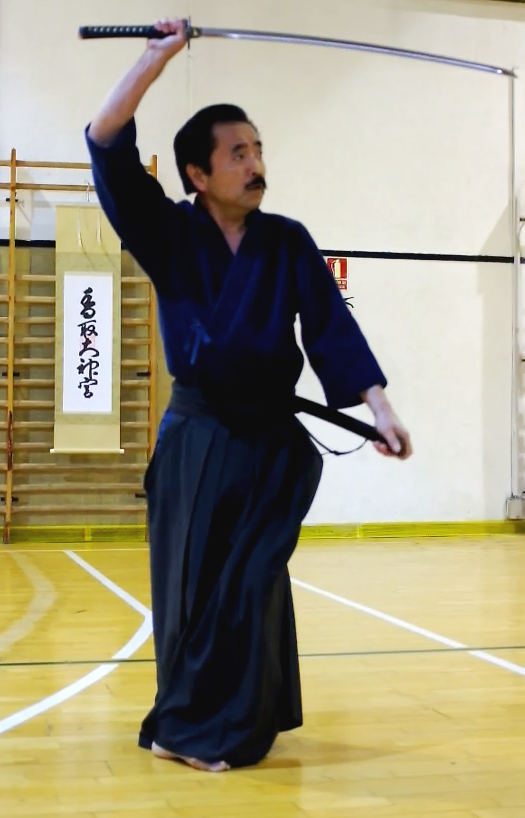
Thầy Nobutoshi Otake biểu diễn kỹ thuật rút kiếm Tachi Iaijutsu tại Tây Ban Nha năm 2012

Theo truyền thống, trước khi được luyện tập Tenshin Shoden Katori Shinto-ryu, mọi môn sinh sẽ phải thực hiện một tuyên thệ như là một bổn phận đối với trường. Cách thức thực hiện là những môn sinh sẽ phải ký tên bằng chính máu lấy trên ngón tay của mình vào cam kết sau:
Với việc trở thành một môn sinh của Tenshin Shoden Katori Shinto-ryu, môn võ đã được truyền từ đền Katori thiêng liêng tôi cam kết rằng:
1. Tôi sẽ không dám có sự ngạo mạn bàn luận hoặc biểu diễn kĩ thuật với bất cứ những người là thành viên cũng như không phải thành viên thậm chí là họ hàng đi chăng nữa.
2. Tôi sẽ không dính dáng đến sự đụng chạm hoặc lạm dụng kĩ thuật chống lại người khác.
3. Tôi sẽ không bao giờ dính đến bất kì hình thức cờ bạc nào hoặc đến những nơi làm ô nhục danh dự.
4. Tôi sẽ không giao đấu kiếm thuật với bất kì môn sinh của môn võ thuật khác mà không có sự cho phép từ đại sư.

Tôi cam kết với tất cả các điều lệ ở trên và nếu phá vỡ nó tôi sẽ chịu hình phạt của Katori linh thiêng và Marishiten linh thiêng. Và tôi xin long trọng thề và kết máu của mình vào bản cam kết này.
Hầu hết các đời chưởng môn Tenshin Shoden Katori Shinto ryu khác thường không yêu cầu phải làm keppan. Tuy nhiên, thầy Risuke Otake xem việc thực hiện nghi thức keppan như là một yêu cầu nghiêm túc cho tất cả các môn sinh muốn gia nhập môn phái để bảo vệ các bí mật và toàn vẹn các kỹ thuật của Katori. Tuy nhiên, các môn sinh ở nước ngoài khi nhập môn tập luyện tại các võ đường ở nước của họ, họ sẽ được truyền dạy các kĩ thuật Katori cho đến khi họ có điều kiện đến võ đường của thầy Otake và thực hiện keppan. Một cơ hội khác để thực hiện keppan là khi các võ đường ở nước ngoài được ghé thăm bởi các võ sư cấp cao của võ đường, những người được thầy Otake cho phép thực hiện keppan cho các môn sinh bên ngoài võ đường Shinbukan Dojo. Trong 2 năm 2007 và 2009, thầy Kyoso Shigetoshi (con thứ của thầy Risuke Otake) đã tổ chức hội thảo tại châu Âu và những môn sinh tham dự từ các võ đường khác nhau đã được cho phép làm keppan. Kể từ năm 2013, thầy Nobutoshi Otake (con trai trưởng của thầy Risuke Otake) dự định thực hiện nghi thức keppan cho các môn sinh tại Việt Nam.

## Những bước đi lịch sử tại Việt Nam
Môn phái kiếm thuật Katori Shinto ryu được lưu truyền vào Việt Nam từ tháng 3 năm 2012 bởi Shidosha người Hà Lan. Dù buổi sơ khai nhiều khó khăn nhưng thầy trò đều nỗ lực tập luyện và truyền bá môn này ở Việt Nam. Trong khoảng thời gian này, thầy Risuke Otake đã lần đầu tiên thực hiện nghi thức keppan cho 2 môn sinh người Việt Nam đầu tiên của môn kiếm thuật Katori Shinto-ryu tại Nhật Bản trong suốt lịch sử 600 năm. Đây là một cột mốc đặc biệt không chỉ cho môn phái Katori Shinto ryu tại Việt Nam mà cho cả hai nền văn hóa Việt Nam – Nhật Bản.